# Avagbodji
Avagbodji est l'un des trois arrondissements de la commune des Aguégués dans le département de l'Ouémé au Bénin.

## Géographie
L'arrondissement de Avagbodji est situé au sud-est du Bénin et compte 6 villages que sont Be'mbe I, Be'mbe II, Djekpe, Bodje, Houinta et Akpadon.

## Démographie
Selon le recensement de la population de 2013 conduit par l'Institut national de la statistique et de l'analyse économique (INSAE), Avagbodji compte 12335 habitants .